# Al. Săndulescu
Alexandru Săndulescu, cunoscut și sub pseudonimul Al. Săndulescu, (n. 13 iunie 1929, Pleșești, județul Râmnicu-Sărat) este un critic și istoric literar român, autor de monografii și studii, editor și publicist literar. Un domeniu de interes al său este ceea ce Tudor Vianu numea „literatura subiectivă”, dovezi fiind renumita carte Literatură epistolară (1972) și altele care au urmat-o. Cu ocazia aniversării vârstei de 70 de ani, Teodor Vârgolici scria despre el că „Timp de peste patru decenii, Al. Săndulescu s-a implicat activ, ca exeget și editor, în domeniul vast și complex al istoriei literaturii române, impunându-se prin contribuții fundamentale, concretizate în studii analitice aprofundate, în monografii exhaustive consacrate unor scriitori clasici reprezentativi, explorând fenomenul literar revolut din perspective inedite, formulând puncte de vedere noi în raport cu o operă literară, potrivit principiului estetic al lui G. Călinescu”.

## Biografie
S-a născut în jud. Râmnicu-Sărat ca fiu al învățătorului Anton Săndulescu și al soției sale, Maria (n. Dediu). A urmat liceul la Râmnicu Sărat (1940-1948) și apoi Facultatea de Filologie a Universității din București (1948-1952). După absolvirea studiilor superioare, a lucrat ca redactor la Editura de Stat pentru Literatură și Artă (1951-1959).
Al. Săndulescu a dobândit recunoaștere profesională când a editat operele lui G. Topîrceanu în 1955, după trei ani publicând și o monografie dedicată scriitorului. A încercat să ascundă faptul că tatăl său era de ceva vreme deținut politic (a fost întemnițat 13 ani, până în 1964), însă când secretul a ieșit la iveală, Săndulescu a fost dat afară de la Editura de Stat pentru Literatură și Artă, unde lucra ca redactor.
George Călinescu, directorul Institutului de Istorie Literară și Folclor al Academiei Române, intelectual care a făcut compromisuri cu regimul comunist, însă a ajutat o seamă de scriitori persecutați de regim precum Ovidiu Papadima, Vladimir Streinu, Șerban Cioculescu, Dinu Pillat și Valeriu Ciobanu, l-a angajat în 1963 pe Al. Săndulescu pe post de cercetător științific principal. Al. Săndulescu a obținut în 1967 o bursă de specializare la Paris, iar în 1972 a devenit doctor în filologie al Universității din București cu teza Literatura epistolară (1972).

## Activitatea literară
Ca elev, compunea versuri și era pasionat de exegeza critică, făcând primele comunicări despre Nicolas Boileau și Titu Maiorescu, sub îndrumarea profesorului său, Stelian Cucu. În anul 1948, a debutat cu versuri la „Universul copiilor”. În presa literară a debutat în 1952 cu articole de istorie literară și recenzii în revista Viața Românească, apoi a colaborat la ziarul România liberă (1954) și în revistele literare românești sau din străinătate (Italia, Franța, Iugoslavia). Prima carte publicată a fost un studiu monografic dedicat lui George Topîrceanu (1958). A urmat o perioadă de pauză cauzată de interdicția de a publica, întreruptă abia după angajarea la Institutul de Istorie Literară și Folclor al Academiei Române.
Săndulescu scria în cartea sa de memorii Efectele dosarului dalmațian (1995):
„Venirea la Institut a însemnat o remodelare a personalității mele și începutul ieșirii de sub apăsarea tiranică a „obsedantului deceniu”. Reintram în spațiul literar, în fine, pe ușa din față, și aceasta datorită în primul rând lui G. Călinescu și a unor spirite precum Vladimir Streinu și Dinu Pillat, în preajma cărora ajungeam la maturitate.”
În următorii ani a publicat monografii dedicate scriitorilor Barbu Ștefănescu Delavrancea (1964), Duiliu Zamfirescu (1969) și Liviu Rebreanu (1976). În 1971 a editat în două volume opera lui Paul Zarifopol, pe care a publicat-o din nou după Revoluția din 1989 (mai precis în 1997), într-o ediție revizuită în care a adăugat textele care fuseseră respinse anterior de cenzura comunistă. A coordonat elaborarea unui Dicționar de termeni literari (1976) și a volumului B. P. Hasdeu și contemporanii lui români și străini, I-III (1982-1984). Studiile publicate l-au impus ca un critic și istoric literar conștiincios, ce a analizat biografia autorilor prin raportare permanentă la opera acestora. Operele sale au fost distinse cu Premiul „B.P. Hasdeu” al Academiei Române (1972) și cu Premiul Uniunii Scriitorilor din România (1985).
Reputatul critic Teodor Vârgolici opina:
„Studiile și eseurile lui Al Săndulescu oferă puncte de vedere și sugestii interesante, pe care trecerea anilor nu le-a estompat și nu le-a anihilat, păstrându-le intacte sagacitatea și varietatea ideatică, adâncimea observațiilor, caracterul judicios și convingător al aprecierilor valorice. Din întregul eșafodaj al expunerilor rezultă clar că analizele interpretative ale lui Al. Săndulescu se bazează pe o lectură atentă, aprofundată a operelor în discuție, refuzându-se repetării locurilor comune și obedienței față de aserțiunile unor iluștri înaintași.”
Ulterior, Al. Săndulescu a publicat două volume de memorialistică: Efectele dosarului dalmațian (1995) și Operație pe cord deschis (2002).

## Opere
- G. Topîrceanu. Viața și opera, Editura de Stat pentru Literatură și Artă, București, 1958;
- Delavrancea, monografie, Editura de Stat pentru Literatură și Artă, București, 1964 (ed. a II-a, Editura Tineretului, București, 1970);
- Pagini de istorie literară, Editura pentru literatură, București, 1966;
- Duiliu Zamfirescu, monografie, Editura Tineretului, București, 1969;
- Literatura epistolară, culegere de studii, Editura Minerva, București, 1972;
- Citind, recitind…, culegere de studii, Editura Cartea Românească, București, 1973;
- Conceptul de realism în literatura română. Idei și atitudini literare, București, 1974 (în colab.);
- Continuități, culegere de studii, Editura Cartea Românească, București, 1976;
- Dicționar de termeni literari, București, 1976 (în colab.);
- Introducere în opera lui Liviu Rebreanu, Editura Minerva, București, 1976;
- Portrete și analize literare, culegere de studii, Editura Eminescu, București, 1982;
- Duiliu Zamfirescu și marele său roman epistolar, Editura Minerva, București, 1986;
- Pe urmele lui Duiliu Zamfirescu, Editura Sport-Turism, București, 1989 (ed. a II-a, Viața lui Duiliu Zamfirescu, Editura Zedax, Focșani, 2002);
- Efectele dosarului dalmațian, memorialistică, Editura Albatros, București, 1995;
- Constelații literare, eseuri, Editura Minerva, București, 1998;
- Operație pe cord deschis, memorialistică, Editura Universal Dalsi, București, 2002;
- „Pădurea spânzuraților” de Liviu Rebreanu, studiu critic, Editura Dacia, Cluj-Napoca, 2002;
- Memorialiști români, Editura Universal Dalsi, București, 2003 (ed. a II-a, revăzută și adăugită, Întoarcere în timp: memorialiști români, Editura Muzeul Național al Literaturii Române, București, 2008);
- Acele puncte lucii. Comentarii critice, Editura Universal Dalsi, București, 2004;
- Memorialiști români, Editura Universal Dalsi, București, 2003;
- Tăblița și condeiul, Editura Minerva, București, 2010. ISBN 978-973-21-0091-5